# مسيعيد للبتروكيماويات القابضة
مسيعيد للبتروكيماويات القابضة ش.م.ق (MPHC) هي شركة قابضة مقرها قطر تعمل في قطاع البتروكيماويات. وتنتج الشركة وتصدر البتروكيماويات. تملك الشركة أسهم في ثلاث شركات بتروكيماويات تحويلية، بما في ذلك شركة قطر للكيماويات المحدودة الأولى (Q-Chem I)، شركة قطر للكيماويات المحدودة الثانية (Q-Chem II) وشركة قطر للفينيل (QVC) المساهمة المحدودة. وتعود ملكية الشركة بالكامل لشركة قطر للبترول.

## تاريخ
تأسست الشركة في عام 2013 ومقرها في الدوحة، قطر. شركة مسيعيد القابضة تنشط في مجال البتروكيماويات وهو المجال الذي يورد معظم المواد الخام المستعملة كمدخلات للإنتاج المستلزمات المنزلية ومنتجات صناعية أخرى ويمثل هذا المجال المحور الأساسي لإزدهار ونمو الاقتصاد.
تم إدراج الشركة في بورصة قطر بتاريخ 26 فبراير 2014.

## الشركات التابعة
- شركة قطر لتسويق وتوزيع الكيماويات والبتروكيماويات
- شركة قطر للفينيل (QVC) المساهمة المحدودة
- شركة قطر للكيماويات المحدودة الثانية (Q-Chem II)
- شركة قطر للكيماويات المحدودة الأولى (Q-Chem I)

## روابط خارجية
- الموقع الرسمي (عربي)
- ملف تعريف بالشركة (إنجليزي)
- مسيعيد القابضة بلومبرج (إنجليزي)